# „Moszkva a harmadik Róma” elmélet
A „Moszkva a harmadik Róma” elmélet az orosz ortodoxia azon elképzelése, miszerint egyetemes küldetéssel rendelkezik és a két Róma után maradt űrt hivatott betölteni jelképesen és a gyakorlatban egyaránt. Filofej pszkovi szerzetes 1522–1524 között írt levelében jelenik meg az elképzelés, mely arról szól, hogy Róma és Konstantinápoly bukása után azok szerepét, mintegy harmadik Rómaként Moszkva veszi át. A Levél a rossz napokról és órákról címzettje „Mihail Grigorjevics úr”, akit a történészek Mihail Grigorjevics Munyehin deákkal azonosítanak.
A harmadik Róma koncepció a történelem folyamán többször is megjelent. Róma és a császári intézmény örökösének tartotta magát keleten Konstantinápoly, nyugaton a Frank Birodalom, majd a Német-római Birodalom is. Bizánc legyőzése után az Oszmán Birodalomban, az olasz területeken a Risorgimento idején, valamint a fasiszta Olaszországban is elterjedt ez a nézet.

## Moszkva mint harmadik Róma
Filofej teóriája szerint a Római Birodalom alkalmatlannak bizonyult a kereszténység megvédelmezésére, bukása után (476) barbárok kezére jutott, szerepét pedig átvette a második Rómának nevezett Konstantinápoly, mely szintén elvesztette a harcot a barbarizmussal szemben. Miután 1453-ban az oszmánok elfoglalták, a szent küldetés örököseként és végrehajtójaként Moszkva jelenik meg, mely kész felelősséget vállalni az ortodoxiáért, valamint megvédelmezni a kereszténységet. Az elképzelés szerint Moszkva a harmadik és egyben utolsó Róma.
A Bizánci Birodalom megszűnése előtt az Orosz Ortodox Egyház autokefál egyházzá vált. Konstantinápoly pusztulását az oroszok Isten büntetéseként értelmezték. Rómával szembeni gyanakvásuk Bizánc keresztények általi elfoglalására vezethető vissza (1204), az egyház unióját szorgalmazó 1438-39. évi ferrara–firenzei zsinat történései ezt tovább mélyítették.
Filofej elmélete állami és egyházi szintű igazgatási, valamint irányítási feladatokat tartalmazott. Nem tért ki teológiai és kánonjogi kérdésekre, nem kérdőjelezte meg az elfogadott dogmákat. Ezzel elsősorban a moszkvai nagyfejedelem számára nyújtott külpolitikai programot. Koncepciója mellett az Orosz Ortodox Egyház teljes vállszélességgel kiállt. Zoszima metropolita Filofej elméletét az ortodox egyház hivatalos programjává tette.
Az 1551-ben megtartott sztoglavij (százcikkelyes) zsinaton hivatalosan is a Moszkvai állam külpolitikai irányelvévé vált. Ez azonban nem lehetett reális politikai célkitűzés. Az Orosz Birodalomnak ekkor még nem lett volna esélye egy Oszmán Birodalom elleni háborúban győzelmet aratni. IV. Iván nem pártolta Filofejnek azon elképzelését sem, miszerint a világi hatalmat az egyházi hatalom alá kell rendelni. Moszkva tehát nem volt képes a harmadik Róma szerepének betöltésére. Ugyan megtörtént a központosítás a moszkvai pátriárka joghatósága alá tartozó területen, de a többi autokefál egyházzal való viszonyára továbbra is csak az egyenjogúságon alapuló mellérendeltség volt jellemző. Filofej ezen elmélete tehát nem valósult meg, csupán utópia maradt.